# Danh sách nguyên thủ quốc gia Liên Xô
Hiến pháp Liên Xô ghi nhận Đoàn Chủ tịch của Xô viết tối cao và trước đó là Ban Chấp hành Trung ương (CEC) của Đại hội Liên Xô như các cơ quan cao nhất của cơ quan nhà nước trong Liên bang Cộng hòa xã hội chủ nghĩa Xô viết (Liên Xô). Theo Hiến pháp Liên Xô năm 1924, 1936 và 1977, những cơ quan này đóng vai trò là người đứng đầu nhà nước tập thể của Liên Xô. Chủ tịch của các cơ quan này đích thân thực hiện các chức năng nghi lễ chủ yếu được giao cho một người đứng đầu nhà nước nhưng nắm giữ ít quyền lực thực sự.
Liên bang Xô viết được thành lập vào năm 1922. Tuy nhiên, hiến pháp đầu tiên của nước này đã được thông qua vào năm 1924. Trước thời điểm đó, Hiến pháp 1918 của Liên Xô Liên bang CHXHCN Nga đã được thông qua như hiến pháp của Liên Xô. Theo Hiến pháp năm 1918, Ủy ban điều hành Trung ương Nga (CEC), có chủ tịch là người đứng đầu nhà nước, có quyền quyết định những vấn đề về thu nhập và thuế sẽ đi vào ngân sách nhà nước và những gì sẽ đi đến Liên Xô địa phương. CEC cũng có thể hạn chế thuế. Trong thời gian giữa các cuộc đàm phán của Quốc hội Liên Xô, CEC nắm giữ quyền lực tối cao. Trong các phiên họp của Quốc hội Liên Xô, CEC chịu trách nhiệm về mọi vấn đề của Đại hội Liên Xô. CEC và Đại hội Liên Xô đã được thay thế bởi Tổng thống và Liên Xô Tối cao bằng một số sửa đổi hiến pháp năm 1936 năm 1938.
Các Xô viết tối cao là cơ quan cao nhất của quyền lực nhà nước, và là cơ quan duy nhất để nắm giữ quyền lực lập pháp ở Liên Xô. Các phiên họp của Liên Xô Tối cao được triệu tập bởi Chủ tịch Đoàn hai lần một năm; tuy nhiên, các phiên đặc biệt có thể được triệu tập theo lệnh của Liên minh Cộng hòa. Trong trường hợp có sự bất đồng giữa Liên Xô và Liên Xô, Chủ tịch Đoàn có thể thành lập một ủy ban hòa giải. Nếu ủy ban này thất bại thì Presidium có thể giải tán Liên Xô Tối cao và ra lệnh bầu cử mới. Chủ tịch Đoàn Chủ tịch Liên Xô Tối cao, cùng với mười lăm và mười lăm phó chủ tịch khác, theo Hiến pháp Liên Xô 1977, được bầu bởi các đại biểu của Liên Xô Tối cao. Cũng như với CEC dưới Joseph Stalin quy tắc 's, Chủ tịch Đoàn Chủ tịch có rất ít quyền lực vì quyền lực tối cao nằm trong tay của Tổng bí thư của Đảng Cộng sản Liên Xô (CPSU).
Các Chủ tịch được thành lập vào năm 1990 và Chủ tịch sẽ, theo hiến pháp thay đổi, được bầu bởi nhân dân Liên Xô bằng cách bỏ phiếu kín trực tiếp và bí mật. Tuy nhiên, Tổng thống Liên Xô đầu tiên và duy nhất, Mikhail Gorbachev, được bầu bởi Đại hội Dân biểu được bầu dân chủ. Liên quan đến việc giải thể các cuộc bầu cử quốc gia của Liên Xô cho văn phòng Tổng thống chưa bao giờ diễn ra. Để được bầu vào chức vụ, một người phải là công dân Liên Xô và lớn hơn ba mươi lăm tuổi nhưng dưới sáu mươi lăm năm. Cùng một người không thể được bầu làm tổng thống trong hơn hai nhiệm kỳ. Tổng thống là văn phòng nhà nước cao nhất, và là văn phòng quan trọng nhất ở Liên Xô do ảnh hưởng và sự công nhận, che khuất chức vụ của Thủ tướng và Tổng thư ký. Với việc thành lập quyền hành pháp tổng thống được chia sẻ giữa Tổng thống và Thủ tướng. Tổng thống đã được trao quyền hạn rộng lớn, chẳng hạn như chịu trách nhiệm thương lượng thành viên của Nội các Bộ trưởng với Liên Xô Tối cao; Tuy nhiên, Thủ tướng chịu trách nhiệm quản lý các vấn đề kinh tế và nomenklatura.

## Danh sách người đứng đầu nhà nước

### Danh sách chủ tịch Xô viết Tối cao
Trong số mười một người được bổ nhiệm làm nguyên thủ quốc gia, ba người đã chết trong văn phòng nguyên nhân tự nhiên (Leonid Brezhnev, Yuri Andropov và Konstantin Chernenko), một người giữ chức vụ tạm thời (Vasili Kuznetsov), và bốn chức vụ lãnh đạo đảng và lãnh đạo nhà nước đồng thời (Brezhnev, Andropov, Chernenko và Mikhail Gorbachev). Người đứng đầu nhà nước là Mikhail Kalinin, người được khánh thành vào năm 1922 sau khi Hiệp ước về việc thành lập Liên Xô. Hơn hai mươi năm, Kalinin đã dành thời gian dài nhất trong văn phòng; ông đã chết ngay sau khi từ chức vào năm 1946. Andropov đã dành thời gian ngắn nhất trong văn phòng.
| №   | Tên (Ngày sinh - ngày mất)                                    | Hình ảnh                                                             | Nhiệm kỳ                                                      | Chuyển đổi                                                    |
| 1   |                                                               |                                                                      |                                                               |                                                               |
| 1   | Chủ tịch Ban Chấp hành Trung ương Đại hội Xô viết (1922–1938) | Chủ tịch Ban Chấp hành Trung ương Đại hội Xô viết (1922–1938)        | Chủ tịch Ban Chấp hành Trung ương Đại hội Xô viết (1922–1938) | Chủ tịch Ban Chấp hành Trung ương Đại hội Xô viết (1922–1938) |
| --- | ------------------------------------------------------------- | -------------------------------------------------------------------- | ------------------------------------------------------------- | ------------------------------------------------------------- |
| 1   | Mikhail Kalinin (1875–1946)                                   |                                                                      | Ngày 30 tháng 12 năm 1922 - ngày 12 tháng 1 năm 1938          | Nhiệm kỳ 1 - 8                                                |
| 1   | Chủ tịch Đoàn Chủ tịch Liên Xô Tối cao (1938–1989)            |                                                                      |                                                               |                                                               |
| 1   | Mikhail Kalinin (1875–1946)                                   |                                                                      | Ngày 17 tháng 1 năm 1938 - ngày 19 tháng 3 năm 1946           | Nhiệm kỳ 1                                                    |
| 2   | Nikolay Shvernik (1888–1970)                                  |                                                                      | Ngày 19 tháng 3 năm 1946 - ngày 15 tháng 3 năm 1953           | Nhiệm kỳ 2 - 3                                                |
| 3   | Kliment Voroshilov (1881–1969)                                |                                                                      | Ngày 15 tháng 3 năm 1953 - ngày 7 tháng 5 năm 1960            | Sự kiện thứ 3 - 5                                             |
| 4   | Leonid Brezhnev (1906–1982                                    | không khung                                                          | Ngày 7 tháng 5 năm 1960 - ngày 15 tháng 7 năm 1964            | Nhiệm kỳ 5 - 6                                                |
| 5   | Anastas Mikoyan (1895–1978)                                   |                                                                      | Ngày 15 tháng 7 năm 1964 - ngày 9 tháng 12 năm 1965           | Nhiệm kỳ 6                                                    |
| 6   | Nikolai Podgorny (1903–1983)                                  |                                                                      | Ngày 9 tháng 12 năm 1965 - ngày 16 tháng 6 năm 1977           | Nhiệm kỳ 6 - 9                                                |
| (4) | Leonid Brezhnev (1906–1982)                                   | không khung                                                          | Ngày 16 tháng 6 năm 1977 - ngày 10 tháng 11 năm 1982          | Nhiệm kỳ lần thứ 9 - thứ 10                                   |
| —   | Vasili Kuznetsov (1901–1990)                                  |                                                                      | Ngày 10 tháng 11 năm 1982 - ngày 16 tháng 6 năm 1983          | Nhiệm kỳ lần thứ 10                                           |
| 7   | Yuri Andropov (1914–1984)                                     | Tập tin:Yuri Andropov - Soviet Life, August 1983.jpg                 | Ngày 16 tháng 6 năm 1983 - ngày 9 tháng 2 năm 1984            | Nhiệm kỳ lần thứ 10                                           |
| —   | Vasili Kuznetsov (1901–1990)                                  |                                                                      | Ngày 9 tháng 2 năm 1984 - ngày 11 tháng 4 năm 1984            | Nhiệm kỳ lần thứ 11                                           |
| 8   | Konstantin Chernenko (1911–1985)                              | Tập tin:Черненко Константин Устинович, партийный билет (cropped).jpg | Ngày 11 tháng 4 năm 1984 - ngày 10 tháng 3 năm 1985           | Nhiệm kỳ lần thứ 11                                           |
| —   | Vasili Kuznetsov (1901–1990)                                  |                                                                      | Ngày 10 tháng 3 năm 1985 - ngày 27 tháng 7 năm 1985           | Nhiệm kỳ lần thứ 11                                           |
| 9   | Andrei Gromyko (1909–1989)                                    |                                                                      | Ngày 27 tháng 7 năm 1985 - ngày 1 tháng 10 năm 1988           | Nhiệm kỳ lần thứ 11                                           |
| 10  | Mikhail Gorbachev (1931–2022)                                 |                                                                      | Ngày 1 tháng 10 năm 1988 - ngày 25 tháng 5 năm 1989           | Nhiệm kỳ 11 - 12                                              |
| 10  | Chủ tịch Liên Xô Tối cao (1989–1990)                          |                                                                      |                                                               |                                                               |
| 10  | Mikhail Gorbachev (1931–2022)                                 |                                                                      | Ngày 25 tháng 5 năm 1989 - ngày 15 tháng 3 năm 1990           | Nhiệm kỳ 12                                                   |
| 10  | Tổng thống Liên Xô (1990–1991)                                |                                                                      |                                                               |                                                               |
| 10  | Mikhail Gorbachev (1931–2022)                                 |                                                                      | Ngày 15 tháng 3 năm 1990 - ngày 25 tháng 12 năm 1991          | Nhiệm kỳ 12                                                   |

### Danh sách phó chủ tịch Xô viết Tối cao
Đã có bốn cá nhân được bổ nhiệm làm phó chủ tịch tiểu bang. Hơn tám năm, Vasily Kuznetsov đã dành thời gian dài nhất trong văn phòng.
Gennady Yanayev dành thời gian ngắn nhất trong văn phòng.
| №                                                              | Tên (Ngày sinh–Ngày mất)                                       | Hình ảnh                                                       | Nhiệm kỳ                                                       | Chuyển đổi                                                     |
| Phó Chủ tịch thứ nhất của Chủ tịch Liên Xô Tối cao (1977–1989) | Phó Chủ tịch thứ nhất của Chủ tịch Liên Xô Tối cao (1977–1989) | Phó Chủ tịch thứ nhất của Chủ tịch Liên Xô Tối cao (1977–1989) | Phó Chủ tịch thứ nhất của Chủ tịch Liên Xô Tối cao (1977–1989) | Phó Chủ tịch thứ nhất của Chủ tịch Liên Xô Tối cao (1977–1989) |
| -------------------------------------------------------------- | -------------------------------------------------------------- | -------------------------------------------------------------- | -------------------------------------------------------------- | -------------------------------------------------------------- |
| 1                                                              | Vasili Kuznetsov (1901–1990)                                   |                                                                | Ngày 7 tháng 10 năm 1977 - ngày 18 tháng 6 năm 1986            | 9th–11th Convocation                                           |
| 2                                                              | Pyotr Demichev (1917–2010)                                     | —                                                              | Ngày 18 tháng 6 năm 1986 - ngày 1 tháng 10 năm 1988            | 11th Convocation                                               |
| 3                                                              | Anatoly Lukyanov (1930–)                                       |                                                                | Ngày 1 tháng 10 năm 1988 - ngày 25 tháng 5 năm 1989            | 11th–12th Convocation                                          |
| 3                                                              | Phó Chủ tịch Liên Xô Tối cao (1989–1990)                       |                                                                |                                                                |                                                                |
| 3                                                              | Anatoly Lukyanov (1930–)                                       |                                                                | Ngày 25 tháng 5 năm 1989 - ngày 15 tháng 3 năm 1990            | 12th Convocation                                               |
| Phó tổng thống Liên Xô (1990–1991)                             |                                                                |                                                                |                                                                |                                                                |
| 4                                                              | Gennady Yanayev (1937–2010)                                    |                                                                | Ngày 27 tháng 12 năm 1990 - ngày 21 tháng 8 năm 1991           | 12th Convocation                                               |
| —                                                              | Bãi bỏ                                                         |                                                                | Ngày 21 tháng 8 năm 1991 - ngày 26 tháng 12 năm 1991           | 12th Convocation                                               |